# Stiftung Kita-Zentrum St. Simpert
Das Kita-Zentrum St. Simpert ist eine kirchliche Stiftung des öffentlichen Rechts mit Sitz in Augsburg. Es unterstützt katholische Kindertageseinrichtungen im Bistum Augsburg bei Verwaltungsaufgaben.

## Entwicklung
Die Stiftung Kita-Zentrum St. Simpert entstand aus einer Abteilung der Bischöflichen Finanzkammer Augsburg. Sie wurde 2017 von Bischof Konrad Zdarsa gegründet und ist vom Bayerischen Staatsministerium für Bildung und Kultur, Wissenschaft und Kunst anerkannt.
Benannt ist das Kita-Zentrum nach dem heiligen Simpert, dem Patron der Kinder und Jugendlichen im Bistum.
2018 übernahm das Kita-Zentrum Trägeraufgaben für über 100 Kitas. In den folgenden Jahren wuchs das Kita-Zentrum stetig. Derzeit betreuen 140 Mitarbeiter im Kita-Zentrum etwa 430 katholische Kindertageseinrichtungen (Krippen, Kindergärten und Horte) in der Diözese, in denen rund 34.000 Kinder betreut und 8.500 Mitarbeiter beschäftigt werden. 234 Einrichtungen mit 4800 Mitarbeitern und gut 20.270 Kindern befinden sich in der Amtshilfe. Jährlich werden etwa 20 Einrichtungen neu in die Amtshilfe aufgenommen.

## Aufgaben
Zu den Aufgaben des Kita-Zentrums gehören alle Verwaltungstätigkeiten von Kindertageseinrichtungen wie Finanzen, Personalbetreuung, Besoldung oder Haushalt. Die Zielsetzung ist, Pfarrgemeinden, Kirchenstiftungen und Fachkräfte in den Kitas von Verwaltungstätigkeiten zu entlasten, damit diese sich auf ihre Kernaufgaben konzentrieren können.